# 中国人民政治协商会议重庆市委员会
中国人民政治协商会议重庆市委员会，简称重庆市政协或政协重庆市委员会，是中国人民政治协商会议在重庆市的地方组织机构。

## 历届领导

### 第一届
- 任期：1997年6月－2003年1月
- 主席：张文彬
- 副主席：黄立沛、韦思琪、李兵、窦瑞华、王式惠（撤职，－2000年）、徐宗俊、张忠惠、刘惠君、张国忠、刘志忠（2002年1月－）、辜文兴（2000年1月－）、李明（2000年1月－）、陈邦国（2002年1月－）

### 第二届
- 任期：2003年1月－2008年1月
- 主席：刘志忠
- 副主席：陈邦国、李兵、许忠民（责令辞职，－2006年）、窦瑞华、黄立沛、辜文兴、李明、夏培度、王孝询、尹明善、邢元敏（2007年1月－）、陈万志（2007年1月－）

### 第三届
- 任期：2008年1月－2013年1月
- 主席：邢元敏
- 副主席：吴家农、刘隆铸、夏培度、王孝询、陈万志、于学信、彭永辉、陈景秋、孙甚林、何事忠（2012年1月－）、谢小军（2011年1月－）、杨天怡（2011年1月－）、陈贵云（2011年1月－）
- 秘书长：王长寿

### 第四届
- 任期：2013年1月－2018年1月
- 主席：徐敬业
- 副主席：何事忠、童小平、谢小军、彭永辉、杨天怡、陈贵云、姜平、李钺锋、张玲、刘光磊（2015年1月－）、周克勤（2016年1月－）、燕平（2017年1月－）、吴刚（2017年1月－）、李建春（2017年1月－）
- 秘书长：谢义亚

### 第五届
- 任期：2018年1月－2023年1月
- 主席：王炯
- 副主席：宋爱荣、陈贵云、吴刚、谭家玲、张玲、周克勤（－2021年1月）、徐代银、王新强、屈谦（2020年1月－）、周勇（2021年1月－）、李静（2022年1月－）、段成刚（2022年1月－）
- 秘书长：秦敏

### 第六届
- 任期：2023年1月－
- 主席：唐方裕（－2023年10月）、程丽华（2024年1月－）
- 副主席：李静、陈贵云、谭家玲、王新强、段成刚（－2025年3月）、周勇、丁时勇、杜惠平、王昱
- 秘书长：秦敏